# Вермерен, Артур
А́ртур Де́нис Верме́рен (нидерл. Arthur Denis Vermeeren; родился 7 февраля 2005, Лир) — бельгийский футболист, полузащитник немецкого клуба «РБ Лейпциг» и национальной сборной Бельгии.

## Клубная карьера
Воспитанник футбольной академии клуба «Антверпен».11 августа 2022 года дебютировал в основном составе клуба в матче Лиги конференций УЕФА против норвежского «Лиллестрёма». 20 октября 2022 года дебютировал в Первом дивизионе чемпионата Бельгии, выйдя на замену в матче против «Остенде». 13 ноября 2022 года впервые вышел в стартовом составе в матче чемпионата в игре против «Брюгге».
26 января 2024 года перешёл в «Атлетико Мадрид», подписав контракт до 2030 года. Испанский клуб заплатил за его переход 18 млн евро, ещё 5 млн евро предусмотрены в виде бонусов, также «Антверпен» получит 10 % от суммы будущей продажи игрока. 31 января 2024 года Вермерен дебютировал за «Атлетико Мадрид», выйдя в стартовом составе в матче Ла Лиги против «Райо Вальекано».
26 августа 2024 года отправился в сезонную аренду в немецкий клуб «РБ Лейпциг».
17 января 2025 года «РБ Лейпциг» активировал пункт выкупа игрока из аренды, сумма трансфера составила 20 миллионов евро. Контракт Вермерена с клубом рассчитан до 2029 года.

## Карьера в сборной
Выступал за сборные Бельгии до 17, до 18 и до 19 лет и до 21 года.
13 октября 2023 года дебютировал за главную сборную Бельгии в матче против сборной Австрии.

## Достижения
«Антверпен»
- Чемпион Бельгии: 2022/23
- Обладатель Кубка Бельгии: 2022/23
- Обладатель Суперкубка Бельгии: 2023